# WTA Finals 2015
WTA Finals 2015 là giải đấu tennis cuối năm dành cho nữ, được tổ chức tại Singapore. Giải đấu được tổ chức lần thứ 45 (ở nội dung đơn) và là lần thứ 40 (ở nội dung đôi). Giải đấu có sự tham dự của 8 tay vợt (nội dung đơn) và 8 cặp đôi (nội dung đôi).

## Vô địch
Nội dung đơn
- Agnieszka Radwańska đánh bại  Petra Kvitová 6–2, 4–6, 6–3.

Nội dung đôi
- Martina Hingis /  Sania Mirza defeated  Garbiñe Muguruza /  Carla Suárez Navarro 6–0, 6–3.

## Giải đấu

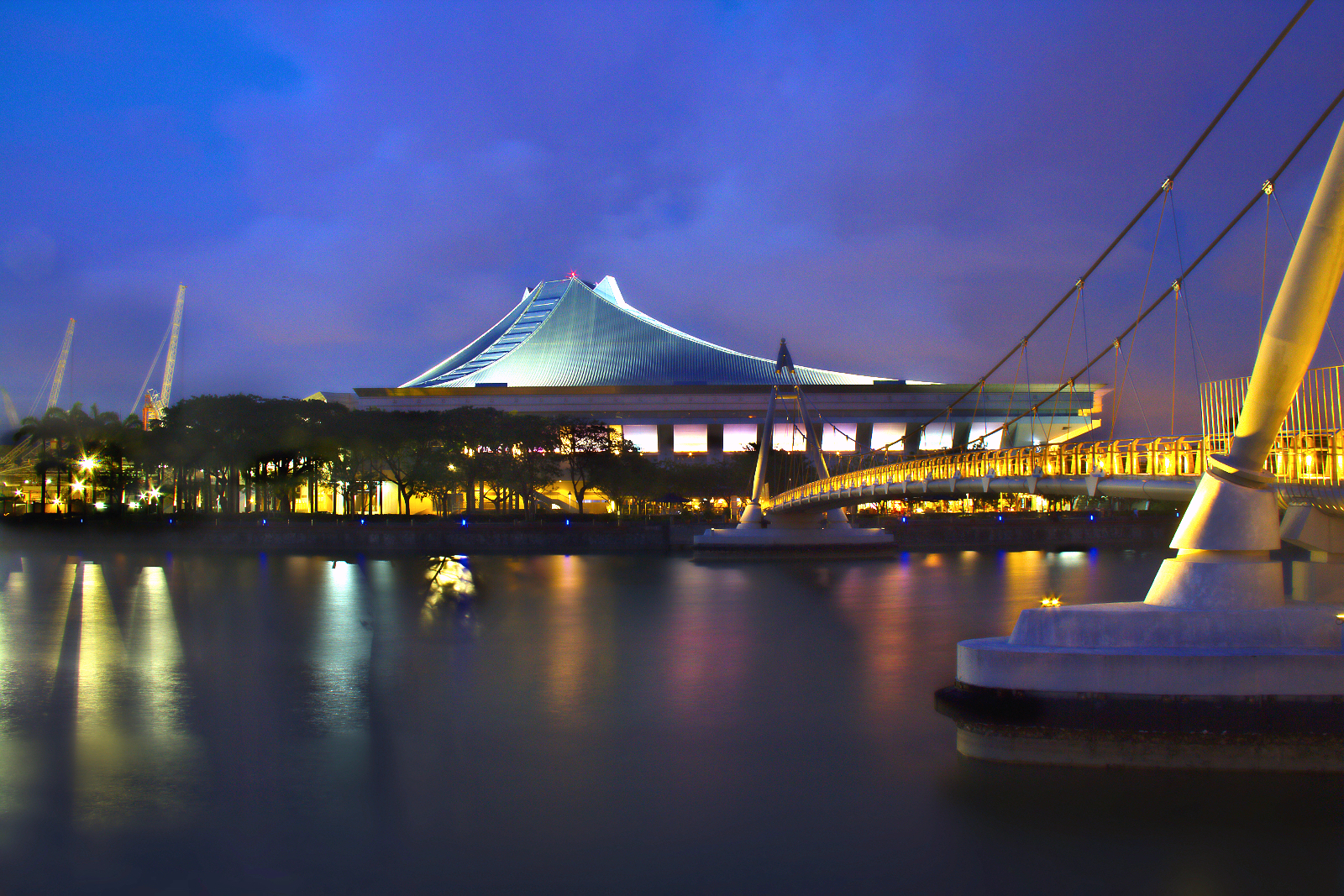
Sân vận động trong nhà Singapore, nơi tổ chức sự kiện.

WTA Finals 2015 được tổ chức tại Sân vận động trong nhà Singapore từ ngày 26 tháng 10 đến ngày 1 tháng 11 năm 2015. Giải đấu này được điều hành bởi Hiệp hội Quần vợt Nữ (WTA) trong khuôn khổ WTA Tour 2015. Singapore hiện là thành phố thứ 9 đăng cai WTA Finals kể từ khi giải đấu ra đời vào năm 1972 và sẽ tổ chức sự kiện này trong ít nhất 5 năm. Sự kiện này cũng tổ chức hai giải đấu biểu diễn là WTA Rising Stars Invitational và WTA Legends Classic.

### Vòng loại
Ở nội dung đơn, điểm tổng được tính bằng cách kết hợp tổng điểm từ 16 giải đấu. Trong số 16 giải đấu này, phải bao gồm kết quả của một tay vợt từ 4 giải Grand Slam, 4 giải WTA Premier Mandatory và kết quả tốt nhất từ 2 giải WTA Premier 5.
Ở nội dung đánh đôi, điểm tổng được tính bằng bất kỳ sự kết hợp nào của 11 giải đấu trong suốt cả năm. Không giống như nội dung đơn, sự kết hợp này không cần bao gồm kết quả từ các giải Grand Slam hoặc các giải đấu WTA Premier.

### Thể thức
Nội dung đơn và đôi có 8 tay vợt/đội tranh tài, chia thành hai bảng (mỗi bảng 4 tay vợt/đội) thi đấu vòng tròn một lượt trong bảng. Mỗi tay vợt/đội sẽ gặp 3 đối thủ còn lại trong bảng để tranh 2 suất vào bán kết. Tay vợt/đội nhất bảng bên này gặp tay vợt/đội nhì bảng bên kia và tay vợt/đội nhì bảng bên này gặp tay vợt/đội nhất bảng bên kia. Hai tay vợt/đội thắng ở mỗi trận bán kết gặp nhau ở trận chung kết để tranh chức vô địch.

#### Cách tính xếp hạng ở vòng bảng
Thứ hạng chung cuộc tại vòng bảng được phân định theo thứ tự sau:
1. Số trận thắng nhiều nhất.
2. Số trận đã thi đấu nhiều nhất.
3. Kết quả đối đầu giữa hai tay vợt/đội; nếu có 3 tay vợt/đội hòa nhau thì:

a. Nếu 3 tay vợt/đội có cùng số trận thắng thì tay vợt/đội chơi ít trận nhất sẽ bị loại và tay vợt/đội tiến vào bán kết với ngôi nhất bảng là người chiến thắng trong trận đấu giữa hai tay vợt/đội còn lại, tay vợt thua trận sẽ đứng nhì bảng.
b. Tỷ lệ phần trăm thắng các set cao nhất.
c. Tỷ lệ phần trăm thắng các games cao nhất.

### Giải đấu biểu diễn
Next Gen
- Naomi Osaka đánh bại  Caroline Garcia, 3–5, 5–4(8–6), 4–1.

Huyền thoại
- Vô địch:  Martina Navratilova
- Á quân:  Arantxa Sánchez Vicario

## Tiền thưởng và điểm thưởng
Tổng tiền thưởng cho BNP Paribas 2015 WTA Finals là 7.000.000 USD.
| Vòng/giai đoạn           | Đơn                                                            | Đôi                                                         | Điểm     |
| ------------------------ | -------------------------------------------------------------- | ----------------------------------------------------------- | -------- |
| Vô địch                  | RR1 + 1.750.000 USD                                            | RR + $350,000                                               | RR + 810 |
| Á quân                   | RR + $590,000                                                  | RR + $110,000                                               | RR + 360 |
| Bán kết                  | RR + $40,000                                                   | RR + $7,500                                                 | RR       |
| Mỗi trận thắng vòng bảng | +$153,000                                                      | +$25,000                                                    | 230      |
| Mỗi trận thua vòng bảng  | 0                                                              | 0                                                           | 70       |
| Tham dự                  | 3 trận = 151.000 USD 2 trận = 130.000 USD 1 trận = 110.000 USD | 3 trận = 75.000 USD 2 trận = 60.000 USD 1 trận = 50.000 USD | 0        |
| Thay thế                 | 2 trận = 109.000 USD 1 trận = 89.000 USD 0 trận = 68.000 USD   | 2 trận = 50.500 USD 1 trận = 35.000 USD 0 trận = 25.000 USD | 0        |

- 1 RR là tiền thưởng hoặc điểm thưởng giành được khi thắng ở vòng bảng.

## Những tay vợt đủ điều kiện

### Nội dung đơn
| STT         | Tay vợt             | Điểm | Số giải | Ngày  |
| ----------- | ------------------- | ---- | ------- | ----- |
| Chấn thương | Serena Williams     | 9945 | 14      | 6/7   |
| 1           | Simona Halep        | 5790 | 17      | 4/9   |
| 2           | Garbiñe Muguruza    | 4511 | 19      | 8/10  |
| 3           | Maria Sharapova     | 4322 | 16      | 10/9  |
| 4           | Petra Kvitová       | 3491 | 18      | 14/10 |
| 5           | Agnieszka Radwańska | 3425 | 23      | 18/10 |
| 6           | Angelique Kerber    | 3400 | 24      | 21/10 |
| 7           | Flavia Pennetta     | 3252 | 19      | 21/10 |
| 8           | Lucie Šafářová      | 3221 | 21      | 22/10 |

### Nội dung đôi
| STT         | Đội                                               | Điểm | Số giải | Ngày  |
| ----------- | ------------------------------------------------- | ---- | ------- | ----- |
| 1           | Martina Hingis (SUI) Sania Mirza (IND)            | 5886 | 12      | 14/7  |
| 2           | Bethanie Mattek-Sands (USA) Lucie Šafářová (CZE)  | 5490 | 8       | 16/8  |
| Chấn thương | Casey Dellacqua (AUS) Yaroslava Shvedova (KAZ)    | 4721 | 7       | 15/9  |
| Chấn thương | Ekaterina Makarova (RUS) Elena Vesnina (RUS)      | 4586 | 10      | 15/9  |
| 3           | Tímea Babos (HUN) Kristina Mladenovic (FRA)       | 4235 | 17      | 5/10  |
| 4           | Katarina Srebotnik (SLO) Caroline Garcia (FRA)    | 3705 | 18      | 9/10  |
| 5           | Chan Hao-ching (TPE) Chan Yung-jan (TPE)          | 3705 | 13      | 10/10 |
| 6           | Raquel Kops-Jones (USA) Abigail Spears (USA)      | 3280 | 19      | 17/10 |
| 7           | Andrea Hlaváčková (CZE) Lucie Hradecká (CZE)      | 3130 | 17      | 20/10 |
| 8           | Garbiñe Muguruza (ESP) Carla Suárez Navarro (ESP) | 3100 | 13      | 22/10 |

## Chia bảng

### Nội dung đơn
8 tay vợt được chia thành bảng Đỏ và bảng Trắng, danh sách cụ thể:
| Bảng Đỏ: Simona Halep, Maria Sharapova, Agnieszka Radwańska & Flavia Pennetta |
| Bảng Trắng:Garbiñe Muguruza, Petra Kvitová, Angelique Kerber & Lucie Šafářová |

### Nội dung đôi
Tương tự như nội dung đôi, 8 đội cũng được chia thành bảng Đỏ và bảng Trắng, danh sách cụ thể:
| Red group:Martina Hingis/Sania Mirza, Tímea Babos/Kristina Mladenovic, Raquel Kops-Jones/Abigail Spears & Andrea Hlaváčková/Lucie Hradecká                 |
| White group:Bethanie Mattek-Sands/Lucie Šafářová, Chan Hao-ching/Chan Yung-jan, Caroline Garcia/Katarina Srebotnik & Garbiñe Muguruza/Carla Suárez Navarro |

## Thành tích đối đầu
Dưới đây là thành tích đối đầu trước khi các tay vợt/đội tranh tài.

### Nội dung đơn
|   |                     | Halep | Muguruza | Sharapova | Kvitová | Radwańska | Kerber | Pennetta | Šafářová | Overall | YTD   |
| 1 | Simona Halep        |       | 1–2      | 0–5       | 2–0     | 4–4       | 3–0    | 1–4      | 3–1      | 14–16   | 48–15 |
| 2 | Garbiñe Muguruza    | 2–1   |          | 0–3       | 0–0     | 4–2       | 3–3    | 3–0      | 0–1      | 12–10   | 38–18 |
| 3 | Maria Sharapova     | 5–0   | 3–0      |           | 6–3     | 12–2      | 4–3    | 2–3      | 4–2      | 36–13   | 34–8  |
| 4 | Petra Kvitová       | 0–2   | 0–0      | 3–6       |         | 6–2       | 4–2    | 3–4      | 7–0      | 23–16   | 35–13 |
| 5 | Agnieszka Radwańska | 4–4   | 2–4      | 2–12      | 2–6     |           | 6–5    | 5–3      | 1–4      | 22–38   | 48–23 |
| 6 | Angelique Kerber    | 0–3   | 3–3      | 3–4       | 2–4     | 5–6       |        | 2–4      | 1–1      | 16–25   | 48–19 |
| 7 | Flavia Pennetta     | 4–1   | 0–3      | 3–2       | 4–3     | 3–5       | 4–2    |          | 1–4      | 19–20   | 27–16 |
| 8 | Lucie Šafářová      | 1–3   | 1–0      | 2–4       | 0–7     | 4–1       | 1–1    | 4–1      |          | 13–17   | 31–18 |

### Nội dung đôi
|   |                                       | Hingis Mirza | Mattek-Sands Šafářová | Babos Mladenovic | Garcia Srebotnik | Chan | Kops-Jones Spears | Hlaváčková Hradecká | Muguruza Suárez Navarro | Overall | YTD   |
| 1 | Martina Hingis Sania Mirza            |              | 0–2                   | 1–1              | 1–2              | 4–1  | 2–0               | 0–0                 | 0–0                     | 8–6     | 50–7  |
| 2 | Bethanie Mattek-Sands Lucie Šafářová  | 2–0          |                       | 1–0              | 3–0              | 0–0  | 0–1               | 1–0                 | 0–0                     | 7–1     | 28–4  |
| 3 | Tímea Babos Kristina Mladenovic       | 1–1          | 0–1                   |                  | 2–0              | 0–0  | 0–2               | 0–0                 | 1–1                     | 4–5     | 31–14 |
| 4 | Caroline Garcia Katarina Srebotnik    | 2–1          | 0–3                   | 0–2              |                  | 0–1  | 0–0               | 0–0                 | 0–0                     | 2–7     | 31–17 |
| 5 | Chan Hao-ching Chan Yung-jan          | 1–4          | 0–0                   | 0–0              | 1–0              |      | 1–2               | 1–0                 | 0–1                     | 4–7     | 28–9  |
| 6 | Raquel Kops-Jones Abigail Spears      | 0–2          | 1–0                   | 2–0              | 0–0              | 2–1  |                   | 0–1                 | 0–0                     | 5–4     | 30–16 |
| 7 | Andrea Hlaváčková Lucie Hradecká      | 0–0          | 0–1                   | 0–0              | 0–0              | 0–1  | 1–1               |                     | 0–1                     | 1–4     | 32–17 |
| 8 | Garbiñe Muguruza Carla Suárez Navarro | 0–0          | 0–0                   | 1–1              | 0–0              | 1–0  | 0–0               | 1–0                 |                         | 3–1     | 23–11 |

## Điểm xếp hạng

### Nội dung đơn
| AUS                      | FRA                  | WIM     | USO     | INW     | MIA     | MAD     | BEI     | 1       | 2       | 1      | 2      | 3      | 4     | 5      | 6      |        |       |      |    |   |
| Qualified for WTA Finals |                      |         |         |         |         |         |         |         |         |        |        |        |       |        |        |        |       |      |    |   |
| 1                        | Serena Williams      | W2000   | W2000   | W2000   | SF 780  | SF 390  | W1000   | SF 390  | A 0     | W900   | SF350  | R16105 | R1630 |        |        |        |       | 9945 | 14 | 5 |
| 2                        | Simona Halep         | QF 430  | R64 70  | R128 10 | SF 780  | W1000   | SF 390  | R64 10  | R64 10  | W900   | F585   | F585   | SF350 | W280   | SF185  | R16105 | QF100 | 5790 | 17 | 3 |
| 3                        | Garbiñe Muguruza     | R16 240 | QF 430  | F 1300  | R64 70  | R32 65  | R32 65  | R32 65  | W1000   | F585   | SF350  | QF100  | QF100 | R1655  | R1655  | R1630  | R321  | 4511 | 19 | 1 |
| 4                        | Maria Sharapova      | F 1300  | R16 240 | SF 780  | A 0     | R16 120 | R64 10  | SF 390  | A 0     | W900   | R321   | W470   | SF110 | R161   |        |        |       | 4322 | 16 | 2 |
| 5                        | Petra Kvitová        | R32 130 | R16 240 | R32 130 | QF 430  | R321†   | R321†   | W1000   | R64 10  | QF190  | R16105 | W470   | W470  | SF110  | R16105 | QF100  | R321  | 3491 | 18 | 3 |
| 6                        | Agnieszka Radwańska  | R16 240 | R128 10 | SF 780  | R32 130 | R32 65  | R16 120 | R16 120 | SF 390  | QF190  | R16105 | W470   | F305  | W280   | SF110  | SF110  |       | 3425 | 23 | 2 |
| 7                        | Angelique Kerber     | R128 10 | R32 130 | R32 130 | R32 130 | R64 10  | R32 65  | R64 10  | QF 215  | SF350  | R16105 | W470   | W470  | W470   | W470   | SF185  | F180  | 3400 | 24 | 4 |
| 8                        | Flavia Pennetta      | R128 10 | R16 240 | R128 10 | W2000   | QF 215  | R16 120 | R64 10  | R16 120 | QF190  | R3260  | QF100  | R3260 | QF60   | R1655  | R641   | R321  | 3252 | 19 | 1 |
| 9                        | Lucie Šafářová       | R128 10 | F 1300  | R16 240 | R128 10 | R32 65  | R64 10  | QF 215  | R321†   | QF190  | QF190  | W470   | F305  | QF100  | R3260  | R1655  | R321  | 3221 | 21 | 1 |
| WTA Finals Alternate     |                      |         |         |         |         |         |         |         |         |        |        |        |       |        |        |        |       |      |    |   |
| 10                       | Timea Bacsinszky     | R32 130 | SF 780  | QF 430  | R128 10 | QF 215  | A 0     | R64 10  | F 650   | R16105 | R641   | W280   | W280  | F180   | QF60   | R641   | R321  | 3133 | 16 | 2 |
| 11                       | Venus Williams       | QF 430  | R128 10 | R16 240 | QF 430  | A 0     | QF 215  | R64 10  | R32 10  | W900   | R16105 | W280   | SF185 | SF110  | R16105 | R3260  | R641  | 3091 | 17 | 2 |
| 12                       | Carla Suárez Navarro | R128 10 | R32 130 | R128 10 | R128 10 | QF 215  | F 650   | QF 215  | R16 120 | F585   | QF190  | F305   | SF185 | R16105 | QF100  | QF100  | QF100 | 3030 | 24 | 0 |

† Thứ hạng của tay vợt vào thời điểm đó không đủ điều kiện để tham dự sự kiện này. Do đó, kết quả tốt nhất tiếp theo của tay vợt được tính vào vị trí của nó.

### Nội dung đôi
| Hạng                            | Đội                                                    | Điểm                            | Điểm                            | Điểm                            | Điểm                            | Điểm                            | Điểm                            | Điểm                            | Điểm                            | Điểm                            | Điểm                            | Điểm                            | Điểm tổng                       | Số giải                         | Vô địch                         |
| Hạng                            | Đội                                                    | 1                               | 2                               | 3                               | 4                               | 5                               | 6                               | 7                               | 8                               | 9                               | 10                              | 11                              | Điểm tổng                       | Số giải                         | Vô địch                         |
| Đủ điều kiện tham dự WTA Finals | Đủ điều kiện tham dự WTA Finals                        | Đủ điều kiện tham dự WTA Finals | Đủ điều kiện tham dự WTA Finals | Đủ điều kiện tham dự WTA Finals | Đủ điều kiện tham dự WTA Finals | Đủ điều kiện tham dự WTA Finals | Đủ điều kiện tham dự WTA Finals | Đủ điều kiện tham dự WTA Finals | Đủ điều kiện tham dự WTA Finals | Đủ điều kiện tham dự WTA Finals | Đủ điều kiện tham dự WTA Finals | Đủ điều kiện tham dự WTA Finals | Đủ điều kiện tham dự WTA Finals | Đủ điều kiện tham dự WTA Finals | Đủ điều kiện tham dự WTA Finals |
| ------------------------------- | ------------------------------------------------------ | ------------------------------- | ------------------------------- | ------------------------------- | ------------------------------- | ------------------------------- | ------------------------------- | ------------------------------- | ------------------------------- | ------------------------------- | ------------------------------- | ------------------------------- | ------------------------------- | ------------------------------- | ------------------------------- |
| 1                               | Martina Hingis (SUI) Sania Mirza (IND)                 | Vô địch 2000                    | W2000                           | W1000                           | W1000                           | W1000                           | W900                            | F585                            | W470                            | QF430                           | SF350                           | SF350                           | 10.085                          | 15                              | 8                               |
| 2                               | Bethanie Mattek-Sands (USA) Lucie Šafářová (CZE)       | W2000                           | W2000                           | W900                            | W470                            | QF430                           | SF390                           | QF190                           | R3210                           |                                 |                                 |                                 | 6390                            | 8                               | 4                               |
| 3                               | Casey Dellacqua (AUS) Yaroslava Shvedova (KAZ)         | F1300                           | F1300                           | W1000                           | F585                            | QF430                           | SF390                           | R16105                          | R321                            |                                 |                                 |                                 | 5111                            | 8                               | 1                               |
| 4                               | Ekaterina Makarova (RUS) Elena Vesnina (RUS)           | F1300                           | SF780                           | F650                            | F650                            | QF430                           | QF215                           | QF190                           | SF185                           | SF185                           | R321                            |                                 | 4586                            | 10                              | 0                               |
| 5                               | Tímea Babos (HUN) Kristina Mladenovic (FRA)            | W900                            | W900                            | SF780                           | SF390                           | W280                            | R16240                          | QF215                           | QF190                           | SF185                           | R32130                          | R32130                          | 4340                            | 18                              | 3                               |
| 6                               | Caroline Garcia (FRA) Katarina Srebotnik (SLO)         | F585                            | W470                            | QF430                           | SF350                           | SF350                           | F305                            | F305                            | R16240                          | R16240                          | QF215                           | QF215                           | 3705                            | 18                              | 1                               |
| 7                               | Chan Hao-ching (TPE) Chan Yung-jan (TPE)               | W900                            | F650                            | QF430                           | SF350                           | F305                            | W280                            | W280                            | QF190                           | W160                            | QF100                           | QF60                            | 3705                            | 13                              | 4                               |
| 8                               | Raquel Kops-Jones (USA) Abigail Spears (USA)           | SF780                           | W470                            | QF430                           | F305                            | W280                            | W280                            | R16240                          | QF190                           | SF185                           | R16120                          | QF100                           | 3380                            | 19                              | 3                               |
| 9                               | Andrea Hlaváčková (CZE) Lucie Hradecká (CZE)           | SF780                           | SF390                           | SF350                           | F305                            | R16240                          | QF215                           | F180                            | F180                            | R32130                          | R32130                          | R16120                          | 3130                            | 17                              | 0                               |
| 10                              | Carla Suárez Navarro (ESP) Garbiñe Muguruza (ESP)      | F650                            | F585                            | W470                            | W470                            | QF190                           | R32130                          | R32130                          | R32130                          | R16120                          | R16120                          | R16105                          | 3100                            | 13                              | 2                               |
| Thay thế                        |                                                        |                                 |                                 |                                 |                                 |                                 |                                 |                                 |                                 |                                 |                                 |                                 |                                 |                                 |                                 |
| 11                              | Alla Kudryavtseva (RUS) Anastasia Pavlyuchenkova (RUS) | QF430                           | SF350                           | SF350                           | R16240                          | R16240                          | SF185                           | R32130                          | R16120                          | R16120                          | R16120                          | R16120                          | 2405                            | 14                              | 0                               |

## Liên kết nguồn
- Website chính thức

## Biểu mẫu
Bản mẫu:WTA Finals Bản mẫu:2015 WTA Tour